# Syringodea pulchella
Syringodea pulchella är en irisväxtart som beskrevs av Joseph Dalton Hooker. Syringodea pulchella ingår i släktet Syringodea och familjen irisväxter. Inga underarter finns listade i Catalogue of Life.